# Île Dry
Pour les articles homonymes, voir Dry.
L'île Dry (en anglais Dry Island) est une des îles Malouines (Falkland Islands).